# 등록번호
등록번호는 아래와 같은 것들이 있다.
- CAS 등록번호
- 주민등록번호
- 항공기 등록번호
- 바일슈타인 등록번호
- 사업자등록번호

| Disambiguation icon | 이 문서는 명칭이 같고 같은 종류에 속하는 여러 대상을 연결하는 색인 문서입니다. |